# New Hampshire
Il New Hampshire (/njuˈɛm(p)ʃir/; in inglese: /n(j)uːˈhæmpʃəɹ/ ), in italiano raramente Nuovo Hampshire, è uno dei cinquanta Stati federati che compongono gli Stati Uniti d'America (sigla = NH), situato nella regione della Nuova Inghilterra.
Confina a sud con il Massachusetts, a ovest con il Vermont, a est con il Maine e l'oceano Atlantico e a nord con la provincia canadese del Québec. Il New Hampshire (con una superficie quasi identica a quella della Sardegna) è il quinto Stato più piccolo e il nono meno popoloso della federazione. È diventata la prima delle colonie britanniche nordamericane a scindersi dalla Gran Bretagna nel gennaio 1776 e sei mesi dopo fu uno dei tredici Stati che fondarono gli Stati Uniti d'America. Nel giugno 1788 è diventato il nono Stato a ratificare la Costituzione degli Stati Uniti d'America, portando tale documento in vigore. Il New Hampshire è stato il primo Stato statunitense ad avere una propria Costituzione nazionale. La capitale dello Stato è Concord, mentre la città più grande è Manchester. Si estende su un territorio di 24 032 km² suddiviso in dieci contee e la popolazione stimata nel 2014 è di 1 409 032 abitanti.
Le sue targhe portano il motto dello Stato: «Live Free or Die» («Vivere liberi o morire»). Il soprannome dello Stato «The Granite State» («Lo Stato del granito») rimanda alle sue ampie formazioni e cave di granito. Con alcune delle più grandi aree sciistiche della costa orientale, le principali attrazioni ricreative del New Hampshire includono lo sci, motoslitta e altri sport invernali, trekking e alpinismo, case vacanze estive lungo la costa e i numerosi laghi, sport motoristici al New Hampshire Motor Speedway e la settimana del motociclo, un famoso motoraduno tenutosi a Weirs Beach nel mese di giugno.

## Geografia fisica
Il New Hampshire è situato sulla costa nord-orientale degli Stati Uniti e parte della regione del New England (Nuova Inghilterra). Lo Stato confina a nord con la provincia canadese del Québec, a ovest con il Vermont, a est con il Maine e l'oceano Atlantico e a sud con il Massachusetts. Il New Hampshire ha il più breve tratto di costa di qualsiasi Stato costiero degli Stati Uniti con una lunghezza di 18 miglia (29 km).
Le White Mountains nel New Hampshire attraversano la parte centro-settentrionale dello Stato, con il monte Washington (il più alto negli Stati Uniti nord-orientali, con un'altezza di 1.917 metri) sede della seconda più alta velocità del vento mai registrata. Con venti simili a uragani ogni tre giorni in media e più di cento decessi registrati tra i visitatori, il clima sulla parte superiore del monte Washington ha ispirato l'osservatorio meteo sulla vetta rivendicare che la zona ha il «peggior meteo del mondo».
I principali fiumi sono il Merrimack con una lunghezza di 110 miglia (177 km) che taglia in due la metà inferiore dello Stato e finisce a Newburyport nel Massachusetts. Il fiume Connecticut, lungo 410 miglia (660 km) che inizia in New Hampshire nei Laghi Connecticut e scorre a sud fino al Connecticut, demarca il confine occidentale con il Vermont. Il più grande dei laghi dello Stato è il Lago Winnipesaukee, che copre 71 miglia quadrate (184 km²) nella parte centro orientale del New Hampshire.
È lo Stato con la seconda più alta percentuale di superficie coperta da foreste del Paese dopo il Maine. Lo Stato si trova nel bioma della foresta temperata e gran parte di esso, in particolare le White Mountains, è coperto da conifere e latifoglie delle foreste del New England-Acadian. L'angolo sud-est dello Stato e le parti del fiume Connecticut lungo il confine con il Vermont sono coperte da querce miste delle foreste costiere del nord-est.
Il terzo settentrionale dello Stato viene definito localmente come il «Paese del nord», in riferimento al passo montano delle White Mountains. Esso contiene meno del 5% della popolazione dello Stato, soffre relativamente di un alto tasso di povertà ed è in costante calo demografico con il declino dell'industria della carta. Tuttavia l'industria del turismo, in particolare i visitatori che si recano a nord del New Hampshire per lo sci, lo snowboard, e le escursioni a piedi e in mountain bike ha contribuito a compensare le perdite economiche per la chiusura degli stabilimenti.

## Origini del nome
Lo Hampshire è una contea dell’Inghilterra meridionale, quella dove si trovano Winchester, Portsmouth e Southampton e quella dove visse a lungo da bambino John Mason, il cartografo ed esploratore a cui il re d’Inghilterra diede il permesso di stabilire una colonia nel Nuovo mondo nel 1622. Nonostante avesse già diversi titoli riferiti alla Provincia del New Hampshire e ci avesse già investito diversi soldi per costruire i primi insediamenti, non ci mise mai piede, perché morì nel 1635, a 49 anni, mentre si preparava a fare il primo viaggio nella colonia di sua proprietà.

## Storia
Varie tribù Algonchine abitavano la zona prima della colonizzazione europea. Esploratori inglesi e francesi hanno visitato il New Hampshire tra il 1600 e il 1605. Il primo insediamento permanente era a Hilton Point (Dover). Dal 1631 l'Upper Plantation era composto dalle moderne Dover, Durham e Stratham e nel 1679 diventa la provincia reale.
Il New Hampshire è stata una delle tredici colonie che si ribellarono contro il dominio britannico durante la rivoluzione americana. Ai tempi della rivoluzione il New Hampshire era una provincia divisa e la vita economica e sociale del litorale ruotava intorno a segherie, cantieri, magazzini dei commercianti, villaggi e città consolidate. Ricchi mercanti costruirono case imponenti, le arredarono con il lusso più raffinato e investirono i loro capitali nel commercio e in speculazioni edilizie. All'altra estremità della scala sociale si sviluppò una classe permanente di lavoratori a giornata, marinai e anche servi a contratto e schiavi. A causa della forte tradizione puritana ereditata dai primi coloni l'economia dello Stato si basava principalmente sull'agricoltura, praticata in piccole fattorie a conduzione familiare secondo lo stile europeo.
L'unica battaglia combattuta in New Hampshire è stata il raid su Fort William e Mary il 14 dicembre 1774 nel porto di Portsmouth, che procurò alla ribellione una quantità considerevole di polvere da sparo, armi leggere e cannoni (Il Generale Sullivan, a capo del raid, descrisse il bottino come "giacenze di polvere, armi leggere, baionette, cartucciere insieme a cannoni e scorte di armamento") nel corso di due notti. Questo raid fu preceduto da un avvertimento di Paul Revere ai patrioti locali il giorno precedente che il forte doveva essere rafforzato da truppe di Boston. Secondo resoconti non verificati, la polvere da sparo venne poi utilizzata nella battaglia di Bunker Hill, trasportata lì dal maggiore Demerit, uno dei numerosi patrioti del New Hampshire, che aveva depositato la polvere nelle loro case fino a quando fu trasportata altrove per l'utilizzo in attività rivoluzionarie. Nel corso dell'assalto, i soldati inglesi aprirono il fuoco sui ribelli con cannoni e moschetti. Benché apparentemente non vi fossero vittime, questi furono i primi colpi di arma da fuoco del periodo della rivoluzione americana, verificatisi circa cinque mesi prima delle battaglie di Lexington e Concord.
L'industrializzazione ha preso forma con i numerosi stabilimenti tessili, che a loro volta hanno attratto grandi flussi di immigrati provenienti dal Québec (i "canadesi francesi") e dall'Irlanda. Le parti settentrionali dello Stato producevano legname e le montagne procuravano attrazioni turistiche. Dopo il 1960 l'industria tessile è crollata, ma lo Stato è diventato un centro di alta tecnologia e un fornitore di servizi.
Dal 1952 il New Hampshire ha attirato l'attenzione nazionale e internazionale per le sue primarie presidenziali tenutesi presto in ogni anno delle elezioni presidenziali. È diventato subito il più importante banco di prova per i candidati repubblicani e democratici. I media hanno dato al New Hampshire e all'Iowa circa la metà di tutta l'attenzione di tutti gli Stati del processo primario, ingrandendo i poteri decisionali dello Stato e spronando i ripetuti sforzi da parte di politici di altri Stati per cambiare le regole.

## Economia

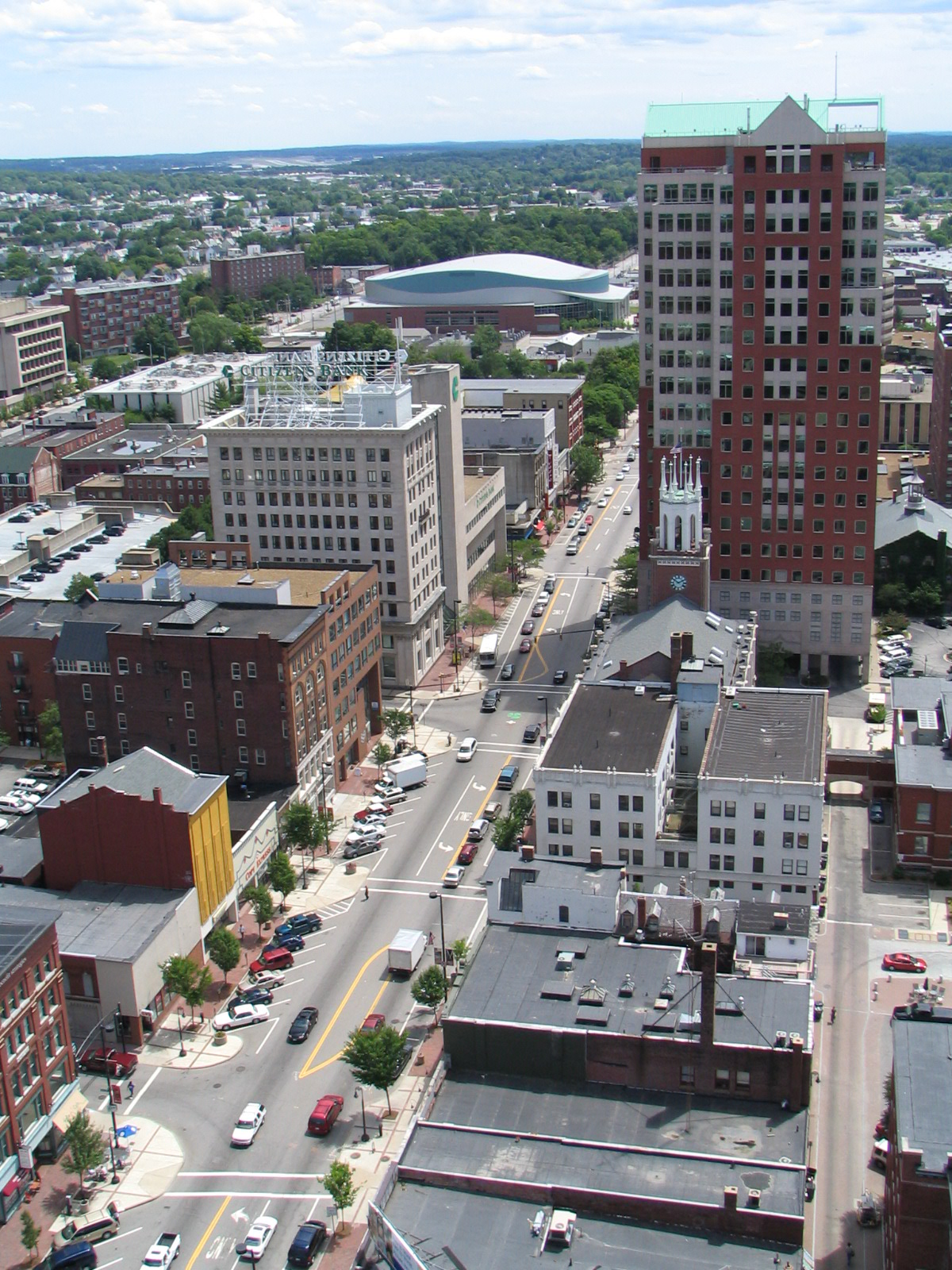
La downtown di Manchester

Nel 2008 il Bureau of Economic Analysis ha stimato che il prodotto interno lordo statale totale era di 60 miliardi di dollari, posizionandosi al 40º posto negli Stati Uniti. Il reddito familiare medio nel 2008 è stato di 49.467$, il settimo più alto del Paese. I suoi prodotti agricoli principali sono i latticini, prodotti da vivaio, bovini, mele e uova. Le sue produzioni industriali sono costituite principalmente da macchinari, apparecchiature elettriche, gomma e materie plastiche e prodotti per il turismo.
Il New Hampshire ha sperimentato un cambiamento significativo nella sua economia durante l'ultimo secolo. Storicamente l'economia era composta dalla tradizionale produzione tessile del New England, dall'industria calzaturiera e dai piccoli negozi di lavorazione. Oggi questi settori contribuiscono solo per il 2% per il settore tessile, il 2% per la pelletteria e il 9% per la lavorazione. Esse hanno sperimentato un forte calo a causa di impianti obsoleti e il richiamo dei salari più convenienti del sud.
Il bilancio dello Stato nell'anno fiscale 2008 è stato di 5,11 miliardi di dollari, tra cui 1,48 miliardi di dollari in fondi federali. La questione fiscale è controversa in New Hampshire, il quale ha una tassa di proprietà (soggetta al controllo comunale), ma non una ampia imposta sulle vendite o dell'imposta sul reddito. Lo Stato ha le tasse stringenti principalmente sui pasti, alloggio, veicoli, reddito d'impresa e degli investimenti e dei pedaggi sulle strade statali.
Secondo l'Energy Information Administration il consumo di energia del New Hampshire e il consumo di energia pro capite sono tra i più bassi del Paese. La centrale nucleare di Seabrook, che si trova vicino a Portsmouth, è il più grande reattore nucleare nel New England e fornisce circa il 30% di energia elettrica del New Hampshire. Due impianti a gas naturale e alcuni impianti alimentati a combustibili fossili, tra cui la centrale a carbone di Merrimack a Bow, forniscono la maggior parte del resto.
L'uso residenziale di energia elettrica nel New Hampshire è basso rispetto alla media nazionale, in parte perché la domanda per l'aria condizionata è bassa durante i mesi estivi generalmente miti e perché poche famiglie usano l'elettricità come fonte di energia primaria per il riscaldamento domestico. Più della metà delle famiglie del New Hampshire utilizza olio combustibile per il riscaldamento invernale. Il New Hampshire ha il potenziale per utilizzare energie rinnovabili come l'energia eolica e quella idroelettrica.
Lo Stato non ha alcuna imposta sulle vendite in generale e nemmeno imposte statali personali sul reddito, con il legislatore che ha esercitato moderazione fiscale. Gli sforzi per diversificare l'economia generale dello Stato sono in corso.
Inoltre la mancanza di un sistema fiscale ampio (a parte la controversa tassa di proprietà statale) del New Hampshire ha portato le comunità locali dello Stato ad avere alcune delle tasse di proprietà più alte della nazione. Complessivamente il New Hampshire resta 49º nella classifica statale e locale media e combinata sul carico fiscale.
A partire dal febbraio 2010 il tasso di disoccupazione dello Stato è stato del 7,1%. Dall'ottobre 2010 il tasso di disoccupazione è sceso al 5,4%.

## Società

### Città

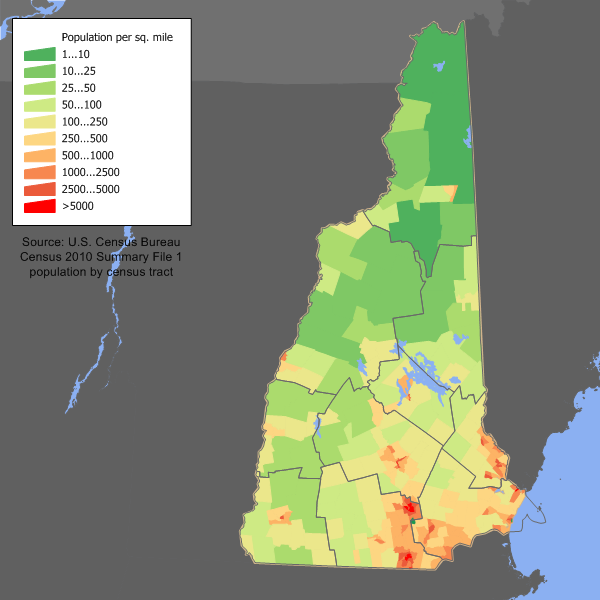
Densità di popolazione del New Hampshire

La città più popolosa è Manchester, mentre tutte le altre sono sotto i 100.000 abitanti. Dal censimento del 2010 queste sono le prime dieci città per numero di abitanti:
- Manchester, 109.565
- Nashua, 86.494
- Concord, 42.695
- Derry, 33.109
- Dover, 29.987
- Rochester, 29.752
- Salem, 28.776
- Merrimack, 25.494
- Hudson, 24.467
- Londonderry, 24.129

### Religione
Un sondaggio suggerisce che gli abitanti del New Hampshire e del Vermont sono meno assidui rispetto ad altri statunitensi nel frequentare servizi parrocchiali settimanali e solo il 54% dice di essere «assolutamente certo che c'è un Dio», rispetto al 71% nel resto della nazione. Il New Hampshire e il Vermont sono ai livelli più bassi tra gli Stati riguardo all'impegno religioso. In un sondaggio del 2012 il 23% dei residenti del New Hampshire si consideravano molto religiosi, mentre il 52% si consideravano non-religiosi. Un sondaggio ha mostrato che le percentuali di affiliazione religiosa del popolo del New Hampshire sono le seguenti:
- Cristiani: 65%
  - Protestanti: 31%
    - Chiesa unita di Cristo: 6%
    - Battisti: 6%
    - Anglicani/Episcopali: 4%
    - Metodisti: 3%
    - Pentecostali: 1%
    - Presbiteriani: 1%
    - Altri protestanti: 10%

  - Cattolici: 29%
  - Altri cristiani: 5%
- Ebrei: 1%
- Altro: 10%
- Atei/non religiosi: 17%

## Riferimenti nella cultura di massa
- Esiste una canzone intitolata New Hampshire dei Sonic Youth.
- Viene spesso citato insieme al suo motto «Live Free or Die» nella serie televisiva Breaking Bad ed è il luogo nel quale soggiorna alcuni mesi il protagonista Walter White.
- Il New Hampshire è lo Stato di origine del presidente Josiah Bartlet, personaggio della serie televisiva West Wing - Tutti gli uomini del Presidente. Bartlet è nato e cresciuto nel New Hampshire ed è un diretto discendente di Josiah Bartlet, uno dei firmatari (realmente esistito) della Dichiarazione di indipendenza degli Stati Uniti.
- L'immaginaria cittadina di Brantford in Jumanji (film del 1994) nella quale vive Alan Parrish, è in realtà Keene.